# 西干渠
西干渠是宁夏平原的一条灌溉渠兼防汛排水渠。

## 概况
是宁夏地理位置最高的一条干渠，位于贺兰山东侧，横贯青铜峡市、永宁县、银川市、贺兰县，止于平罗县，全长112.7km。
西干渠引黄河水灌溉贺兰山沿线82万亩土地，供水范围已辐射2（区）4县（市）8个国营农场和贺兰山东麓22万亩葡萄长廊。
西干渠是贺兰山东麓防洪体系中非常重要的排洪渠，是贺兰山东麓第一道防洪屏障。干渠西侧沿贺兰山有较大山洪沟43条。

## 历史
西夏李元昊开凿昊王渠（也称李王渠），昊王渠因贺兰山多处山口的夏季山洪冲毁。西干渠部分渠段也是利用昊王渠的废渠。
明弘治十三年（公元1500年）宁夏巡抚都御史王珣为绝虏寇，又对昊王渠进行修浚，并更名为靖虏渠，役夫3万人，耗费白银三万两，但因贺兰山洪扇区土质十分坚硬，没有完全开通。
1959年10月4日，宁夏回族自治区水利工作会议决定开工建设西干渠。11月1日，在永宁县宁化桥召开开工誓师大会，宁夏自治区党委书记李景林做了动员报告，第一期工程动员5万人，包括支宁北京知青，解放军驻宁夏部队。1960年5月10日西干渠一期工程建成通水，1960年10月，西干渠二期工程开挖，10万民工参战，肩挑背扛，土法上马，于1961年5月竣工，全长112.7公里，横贯青铜峡、永宁、银川、贺兰、平罗等县区8个国营农场，11个乡镇。干渠设计流量为70立方米每秒，最大引流量58立方米每秒，实际灌溉面积超出设计灌溉面积。

## 诗歌
《开靖虏渠》王珣：滚滚河流势险哉，平分一派傍山来。经营本为防胡计，屯守兼因裕国裁。此日劳民非我愿，千年乐土为谁开。老臣喜得金汤固，幕府空闲卫霍才。
《西干渠水利远征军战歌》西干渠水利工程队：贺兰山下摆战场，降龙伏虎志气扬，脚踢山沙速让路，手牵黄河灌农庄。